# (100850) 1998 HV31
(100850) 1998 HV31 es un asteroide perteneciente al cinturón de asteroides, región del sistema solar que se encuentra entre las órbitas de Marte y Júpiter, más concretamente a la familia de Focea, descubierto el 22 de abril de 1998 por el equipo del Lincoln Near-Earth Asteroid Research desde el Laboratorio Lincoln, Socorro, Nuevo México, Estados Unidos.

## Designación y nombre
Designado provisionalmente como 1998 HV31. 

## Características orbitales
1998 HV31 está situado a una distancia media del Sol de 2,316 ua, pudiendo alejarse hasta 2,709 ua y acercarse hasta 1,923 ua. Su excentricidad es 0,169 y la inclinación orbital 24,95 grados. Emplea 1287,89 días en completar una órbita alrededor del Sol.

## Características físicas
La magnitud absoluta de 1998 HV31 es 15,5. 